# Вілюйський улус
Вілюйський улус (якут. Бүлүү улууһа, рос. Вилюйский улус) — муніципальний район у центральній частині Республіки Саха (Якутія). Адміністративний центр — м. Вілюйськ. Утворений 1930 року.

## Населення
Населення району становить 24 816 осіб (2013.

## Адміністративний поділ
Район адміністративно поділяється на 21 муніципальне утворення, які об'єднують 27 населених пунктів.